# Eburia cinereopilosa
Eburia cinereopilosa es una especie de coleóptero crisomeloideo de la familia Cerambycidae. 

## Distribución
Es originaria de Cuba y Estados Unidos.